# Jost von Lenthe
Jost von Lenthe oder Jobst von Lenthe (geboren möglicherweise 1490 in Lenthe; bestattet 13. Juni 1585 in Wunstorf) war ein deutscher Landadliger und Herzoglich Calenbergischer Rat.
Der auf dem Lenther Eickhof als Abkömmling des niedersächsischen Uradelsgeschlechtes von Lenthe mitunter schlicht „Jost“ Genannte wurde ab 1542 in verschiedenen Urkunden als „Fürstlicher Calenberger Rat“ von Herzog Erich II. von Calenberg bezeichnet.
Als Rat von Calenberg wirkte er unter anderem als Beisitzer im Hofgericht zu Pattensen.
Nach dem Tod seiner ersten Ehefrau Helene von Ilten heiratete er in zweiter Ehe Clara von Alten „aus dem Hause Dunan“, mit der er die Söhne Dietrich von Lenthe (1558–1632) und Kurd von Lenthe (1559–1624) hatte.

## Archivalien
Archivalien von und über Jost von Lenthe finden sich beispielsweise
- im von Lenthe'schen Familienarchiv im Obergut Lenthe unter den „Korrespondenzen zur calenbergischen Verwaltungsgeschichte des 16. Jahrhunderts“[2]